# Odontarrhena
Odontarrhena — великий рід квіткових рослин із родини капустяних Brassicaceae. Спочатку вони були окремим родом, а потім були об'єднані в рід Alyssum, але потім морфологічні та молекулярні дані знову розділили їх.
Згідно з Plants of the World Online рід містить 88 видів, які ростуть у Північній Америці, Євразії й Африці.
В Україні росте кілька видів, див.: список судинних рослин України — капустоцвіті.

## Опис
Має невеликі жовті квіти. Для рослин характерні суцвіття, які зазвичай складаються з зонтикоподібних китиць.